# 约瑟利·舒马赫事件
约瑟利·舒马赫事件是發生於1959年的一宗綁架案件，以色列8歲男童约瑟利·舒马赫（Yossele Schumacher）被綁架，事件驚動了以色列情報及特殊使命局（摩薩德）及在世界各國展開搜索。约瑟利·舒马赫於1962年7月在美國紐約布魯克林被尋回。

## 起因
约瑟利於4歲時隨父母從蘇聯移民以色列，其父母在霍隆定居，而约瑟利則和外公外婆在猶太教正統派的盤據地──耶路撒冷百門區居住。约瑟利的父母在以色列生活艱苦，並且曾經致函在蘇聯的朋友，表示有意帶領兒子回到蘇聯生活。约瑟利的外公聽到這消息後大怒，決意不讓约瑟利回到蘇聯，並且於1959年12月將孩童藏起。1960年1月15日，以色列最高法院要求他在30日內將孩童還托父親舒马赫，但是他沒有理會。直到4月7日，约瑟利仍然未被尋回，警察於是拘捕约瑟利的外公。约瑟利的外公與猶太教正統派一起合力綁架约瑟利，先把他藏起以色列多所猶太教學校，然後假扮成為女兒身前往瑞士，及以假身份匿藏。縱使猶太教正統派參與此綁架案件，教派内部的人守口如瓶，並無向警察洩露半點風聲。此綁架案不但驚動了國會議員，由於涉及宗教關係，還使媒體對此大作文章。

## 大規模搜索
1961年8月，有關部門成立了追回约瑟利全國委員會，散發傳單、組織公眾會議及發放新聞予媒體。此案件不再是一宗普通的綁架案，而且激起民眾對猶太教正統派的仇恨情緒。
時至1962年3月，仍然未有關於孩童的半點消息，於是以色列總理戴維·本-古里安要求摩薩德尋找约瑟利的下落。摩薩德相信约瑟利已經離開了以色列，遂派員在世界各地收集關於约瑟利的消息，地點包括英國、愛爾蘭及瑞士等國家，摩薩德局長艾瑟·哈瑞尔在法國巴黎設立臨時指揮總部，親自指揮調查事務。特工曾經試圖混入猶太教正統派圈子查探消息，却被迅速被識破，亦找到了多個似乎是關於约瑟利的線索，可能最後徒勞無功。最終摩薩德找到得知约瑟利下落的重要人物，指出约瑟利正在美國紐約布魯克林區的一家人格特纳（Gertner）同住。約瑟利最終於同年7月4日回到以色列。